# Zlatan Saračević (Leichtathlet)
Zlatan Saračević (* 27. Juli 1956 in Zenica) ist ein ehemaliger bosnischer Kugelstoßer.
Für Jugoslawien startend gewann er bei den Leichtathletik-Halleneuropameisterschaften 1980 in Sindelfingen Gold und 1981 in Grenoble Bronze sowie bei der Universiade 1983 Silber.
Bei den Olympischen Spielen 1992 in Barcelona trat er für Bosnien und Herzegowina an und schied in der Qualifikation aus.
1981 und 1989 wurde er jugoslawischer Meister.

## Persönliche Bestleistungen
- Kugelstoßen: 21,11 m, 16. Juni 1984, Zagreb
  - Halle: 20,57 m, 1. Februar 1980, Budapest